# Mahajanga (stad)
Mahajanga (Frans: Majunga) is een stad in Madagaskar en is de hoofdplaats van de regio Boeny. Mahajanga telt naar schatting 149.863 inwoners (2005) en is daarmee de vijfde stad van het land na Antananarivo, Toamasina, Antsirabe en Fianarantsoa. Bij de laatste volkstelling van 1993 telde de stad nog 106.780 inwoners.

## Geschiedenis
De stad werd in 1883 tijdens de Eerste Expeditie naar Madagaskar door Frankrijk veroverd.
Tot 1 oktober 2009 lag Mahajanga  in de provincie Mahajanga. Deze werd echter opgeheven en vervangen door de regio Boeny. Tijdens deze wijziging werden alle autonome provincies opgeheven en vervangen door de in totaal 22 regio's van Madagaskar.

## Geboren
- Faed Arsène (1985), Malagassisch voetballer
- Carolus Andriamatsinoro (1989), Malagassisch voetballer

- Gemeinsame Normdatei: 4405812-3
- Library of Congress Control Number: n87825499
- National Archives and Records Administration: 10038363
- Nationale Bibliotheek van Israël: 987007557861605171
- Virtual International Authority File: 131443013